# Térraba (territorio indígena)
El Territorio Indígena Térraba es una comunidad indígena costarricense reconocida por el Estado y único territorio indígena de la etnia teribe. Fue designado como  Reserva Indígena de Boruca—Térraba el 15 de noviembre de 1956 por el decreto ejecutivo n.º 34, luego su territorio se expandió y delimitó más ampliamente mediante decreto ejecutivo en 1993. En la comunidad habitan 1 267 indígenas y 817  no indígenas. Actualmente se utiliza el idioma español para uso común, pero cerca del 9% de la población aún habla teribe. La comunidad restableció el Consejo de Ancianos, forma tradicional de organización política y reconocida por el Estado mediante la Dirección Nacional de Asociaciones de Desarrollo Comunal, la misma coexiste con la Asociación de Desarrollo y existe una polémica interna en la comunidad sobre la legitimidad de la una o la otra.